# Rudolf Lüthe
Rudolf Lüthe (* 11. Mai 1948 in Wassenberg) ist ein deutscher Philosoph. Er lehrte als Professor für Philosophie an der Universität Koblenz-Landau (seit dem 1. Januar 2023 Universität Koblenz). Als Kulturphilosoph hat er sich insbesondere mit Status und Funktion von Kunst und Literatur in der Gegenwart auseinandergesetzt. Sein besonderes Interesse gilt zudem der philosophischen Reflexion von Geschichte und Geschichtserfahrung sowie der Philosophie der europäischen Aufklärung (insb. Hume und Kant).

## Karriere
Lüthe studierte von 1967 bis 1972 Philosophie, Anglistik und vergleichende Literaturwissenschaft an der RWTH Aachen. 1975 promovierte er bei dem rumänisch-deutschen Philosophen und Heidegger-Schüler Walter Biemel mit einer Arbeit über „New Criticism und idealistische Kunstphilosophie“. 1984 folgte die Habilitation, 1989 die Ernennung zum außerplanmäßigen Professor. Nach verschiedenen Lehrstuhlvertretungen und einem Forschungsstipendium der DFG für Untersuchungen über David Hume war Lüthe von 1991 bis 1996 Professor an der Internationalen Akademie für Philosophie in Liechtenstein. 1993 bis 1996 und 2001/2002 nahm er Gastprofessuren an der Universität Zürich, der Emory University in Atlanta (Georgia) und der State University of New York in Buffalo (New York) wahr. 1996 folgte er einem Ruf auf die Professur für Philosophie an der Universität Koblenz-Landau in Koblenz.

## Lehre und Forschung
Arbeits- und Forschungsschwerpunkte Lüthes sind die Philosophie der Neuzeit, Kulturphilosophie, Ästhetik, Geschichtsphilosophie sowie Wissenschaftstheorie der Geisteswissenschaften. Seine philosophischen Positionen entspringen einer Auseinandersetzung vor allem mit Immanuel Kant, Hume, Wittgenstein, Montaigne, Schlegel und Schiller.
Lüthe vertritt einen „undogmatischen Skeptizismus“, also einen Skeptizismus, der sich vor einer Dogmatisierung seiner selbst bewahren möchte. Ein solcher Skeptizismus blickt kritisch auf gegenwärtige dogmatische Strömungen innerhalb der Philosophie, etwa auf Physikalismus oder Naturalismus.
In seinem Buch Der Ernst der Ironie (2002) entwickelt Lüthe die Grundzüge einer Kulturphilosophie der Kunst und deutet die Postmoderne als eine Form der Neo-Romantik.

## Werke
- New Criticism und idealistische Kunstphilosophie. Bouvier, Bonn 1975. ISBN 3-416-01201-1
- Wissenschaftliche Methode und historische Bedeutung. Philosophische – Untersuchungen zu Problemen der Geschichtserfahrung. Alber, Freiburg / München 1987. ISBN 3-495-47613-X
- Hrsg. mit Petra Jaeger: Distanz und Nähe. Reflexionen und Analysen zur Kunst der Gegenwart, Festschrift für Walter Biemel. Königshausen und Neumann, Würzburg 1983. ISBN 3-88479-105-2
- David Hume – Historiker und Philosoph. Alber, Freiburg / München 1991. ISBN 3-495-47707-1
- Grundprobleme einer Theorie der historischen Erfahrung. (Vierteiliger Studienbrief, Fernuniversität Hagen), Hagen 1997
- Der Ernst der Ironie. Studien zur Grundlegung einer ironistischen Kulturphilosophie der Kunst. Königshausen und Neumann, Würzburg 2002. ISBN 3-8260-2380-3
- Hrsg. mit Hamid Reza Yousefi, Klaus Fischer, Peter Gerdsen: Wege zur Wissenschaft, eine interkulturelle Perspektive, Verlag Traugott Bautz, Nordhausen 2007, ISBN 978-3-88309-397-0.
- Störfälle. Geschichten. Illustrationen von Detlef Kellermann. Aachen 2010.
- Absurder Lebensstolz. Postmoderne Auseinandersetzungen mit der Philosophie Albert Camus' , LIT Verlag, Berlin 2012. ISBN 978-3-643-10530-1
- Die schönsten Aphorismen und wichtigsten Gedanken von Pascal Blaise. Echter Verlag, 2023. ISBN 978-3-429-05864-7
- Seit 1980 Mitherausgeber des Philosophischen Literaturanzeigers
- Zahlreiche Abhandlungen zu Hume und zu Fragen der Ästhetik, Kunstphilosophie, Literaturwissenschaft und Geschichtsphilosophie in deutscher und englischer Sprache